# Guangming Daily
Guangming Daily (Guanming Ribao, познат и као: Светлосни дневник) су националне дневне новине на кинеском језику које се издају у Народној Републици Кини . Основан је 1949. године као званични лист Кинеске демократске лиге . Почевши од 1982. године, водила га је Комунистичка партија Кине (КПК), а званично је призната као институција директно под Централним комитетом КПК од 1994. Као једна од "велике тројке" кинеских новина током Културне револуције, играла је важну улогу у политичкој борби између Хуа Гуофенга и Групе четворице 1976. и између Хуе и Денг Сјаопинга 1978. године.

## Тираж и садржај
Тираж листа је достигао  1,5 милиона 1987. године, али је 1993. тираж пао на  800.000 како су јачала независна издаваштва. ‍:167Да би опстала на тржишту, смањила је политичко извјештавање и пропаганду и повећала своју покривеност о култури и науци. ‍:167Гуангминг Дејли се сматра мање политичким новинама, а данас се углавном фокусира на културни, образовни и научни садржај.